# Даллас Лю
Даллас Лю (англ. Dallas Liu, нар. 21 серпня 2001, Лос-Анджелес, Каліфорнія, США) — американський актор китайсько-індонезійського походження. Він зображує принца Зуко в серіалі Netflix «Аватар: Останній захисник».

## Біографія
Лю виріс у долині Сан-Габріель, Каліфорнія. Він має китайсько-індонезійське походження, родина його матері походить з Джакарти, Індонезія. Змалку практикує японський шотокан, брав участь у Північноамериканській асоціації спортивного карате. Лю почав займатися бойовими мистецтвами в 5 років, на міжнародних змаганнях перестав виступати в 13 років.

## Фільмографія
Фільми
| Рік  | Українська назва                | Оригінальна назва                         | Роль                  |
| ---- | ------------------------------- | ----------------------------------------- | --------------------- |
| 2009 | Теккен                          | Tekken                                    | Джин Казама (6 років) |
| 2015 | Невдахи                         | Underdog Kids                             | Молодий Джиммі        |
| 2017 | Елла                            | Ella                                      | Ейб                   |
| 2021 | Шан-Чі та Легенда Десяти Кілець | Shang-Chi and the Legend of the Ten Rings | Руйхуа                |
| 2023 |                                 | The Slumber Party                         | Майкі                 |

Телебачення
| Рік       | Українська назва           | Оригінальна назва                       | Роль                    |
| --------- | -------------------------- | --------------------------------------- | ----------------------- |
| 2013      | Смертельна битва: спадщина | Mortal Combat: Legacy                   | Юний Бі-Хань (Саб-Зіро) |
| 2014      |                            | Enormous                                | Хлопець                 |
| 2014      | Кістки                     | Bones                                   | Райлі                   |
| 2015      |                            | Gortimer Gibbon's Life on Normal Street | Йоші                    |
| 2016      | C.S.I.: Кіберпростір       | CSI: Cyber                              | Джейк Гезелтон          |
| 2016      |                            | Hopefuls                                | Рід                     |
| 2016      |                            | Legendary Dudas                         | Картер                  |
| 2018      |                            | The Who Was? Show                       | Брюс Лі                 |
| 2019-2021 | Пен15                      | Pen15                                   | Шудзі Ішії-Пітерс       |
| 2019      |                            | No Good Nick                            | Піт                     |
| 2020      | Гравці                     | Players                                 | Тейлор Кінг             |
| 2024      | Аватар: Останній Захисник  | Avatar: The Last Airbernder             | Зуко                    |